# Seznam českých muzikologů

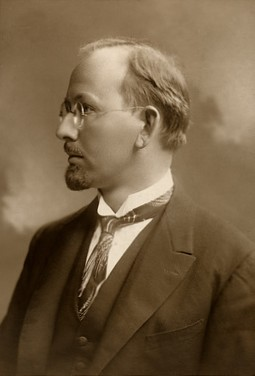
Vladimír Helfert (1886-1945), český muzikolog, zakladatel oddělení hudební vědy na Masarykově univerzitě

Tento seznam českých muzikologů zahrnuje hudební badatele a vědce narozené na území českého nebo československého státu, případně s ním spjaté. Seznam je řazen abecedně podle příjmení.

## A
- Johann Joseph Abert (1832 Kochovice - 1915 Stuttgart)
- Guido Adler (1855 Ivančice – 1941 Vídeň)
- August Wilhelm Ambros (1816 Vysoké Mýto - 1876 Vídeň)
- Vít Aschenbrenner (* 1977 Plzeň)
- Emil Axman (1887 Rataje u Kroměříže - 1949 Praha)

## B
- Josef Bek (1934 Úsov - 2005 Praha)
- Mikuláš Bek (* 1964 Šternberk)
- Jan Blahoslav (1523 Přerov – 1571 Moravský Krumlov)
- Vincenc Bradáč (též jako Čeněk Bradáč, 1815 Komárov u Berouna – 1874 Praha),
- Aleš Březina (* 1965 Teplice)
- Alexander Buchner (1911 Prešov – 2000 Praha)
- Jarmil Burghauser (vl. jménem Jarmil Mokrý, 1921 Písek – 1997 Praha)

## Č
- Josef Čejka
- Gracian Černušák (1882 Ptení – 1961 Prostějov)
- Kateřina Červenková

## D
- Petr Daněk (* 1957 Praha)
- Bohumír Jan Dlabač
- Hana Dohnálková
- Lubomír Dorůžka

## E
- Pavel Eckstein

## F
- Leoš Firkušný
- Michaela Freemanová (1946 Praha - 2017 Praha)

## G
- Paul Stefan-Grünfeldt (1879 Brno - 1943 New York)

## H
- Robert Maria Haas (1886 Praha - 1960 Vídeň)
- Alois Hába (1893 – 1973)
- Jan František Hanel
- Eduard Hanslick (1825 Praha – 1904 Vídeň)
- Bedřich Havlík
- Jaromír Havlík
- Vladimír Helfert (1886 Plánice - 1945 Praha)
- Eduard Herzog (1916 Vídeň - 1997 Praha)
- Lenka Hlávková (1974 Louny – 2023 Praha)
- Václav Holzknecht
- Otakar Hostinský (1847 Martiněves – 1910 Praha)
- Josef Hrnčíř
- Vladimír Hudec (1929 Olomouc - 2003 Brno)
- Robert Hugo
- Josef Hutter (1894 Praha – 1959 Praha)

## J
- Leoš Janáček
- Karel Janeček (1903 Čenstochová – 1974 Praha)
- Tomáš Baltazar Janovka
- Karel Boleslav Jirák
- Jaroslav Jiránek (1922 Praha – 2001 Praha)

## K
- Otakar Kamper
- Vladimír Karbusický
- Leo Kestenberg (1882 Ružomberok - 1962 Tel Aviv)
- Raphael Georg Kiesewetter (1773 Holešov - 1850 Baden u Vídně)
- Adolph Koczirz (1870 Všeruby - 1941 Vídeň)
- Ctirad Kohoutek
- Vladimír Koronthály
- Jan P. Kučera
- Václav Kučera
- Ludvík Kuba
- Ludvík Kundera (muzikolog)

## L
- Jiří Laburda
- Ferdinand Josef Lehner

## M
- Ondřej Macek (hudebník)
- Zdeněk Mahler
- Miroslav Malura
- Vladimír Maňas
- Vlastislav Matoušek
- Antonín Modr (1898 Strašice – 1983 tamtéž)
- Jeroným Moravský (Hieronymus de Moravia) - působil v Paříži, jeho původ je nejasný, možná přišel z Moravy, ale je také možné, že pocházel ze skotského kraje Moray
- Lubomír Müller
- Milan Munclinger

## N
- Miloš Navrátil (muzikolog)
- Zdeněk Nejedlý (1878 Litomyšl – 1962 Praha)

## O
- Mirko Očadlík (1904 Holešov – 1964 Praha)
- Dobroslav Orel

## P
- František Pala
- Arnošt Parsch
- Rudolf Pečman (1931 Staré Město u Frýdku – 2008 Brno)
- Antonín Pešek
- Bohumír Cyril Petr
- Ivan Poledňák (1931 Velké Meziříčí - 2009 Praha)
- Miroslav Pudlák

## R
- Jan Racek (1905 Bučovice - 1979 Brno)
- Antonín Rejcha
- Heinrich Rietsch-Löwy (1860 Sokolov - 1927 Praha)
- Karel Risinger (1920 Praha – 2008 Praha)

## S
- Jiří Sehnal (* 1931 Radslavice u Přerova)
- František Zdeněk Skuherský
- Milan Slavický
- Robert Smetana (1904 Vídeň - 1988 Brno)
- Jaroslav Smolka
- Jitka Snížková
- Josef Srb-Debrnov (1836 Debrno – 1904 Praha)
- Karel Stecker
- Antonín Sychra (1918 Boskovice - 1969 Praha)

## Š
- Otakar Šín
- Bohumír Štědroň
- Miloš Štědroň
- Václav Štěpán (klavírista)

## T
- Karel Teige (muzikolog)
- Stanislav Tesař
- Jiří Tichota
- Jiří Traxler (1946 Praha - 2019)
- Jan Trojan

## V
- Jan Vičar
- Jaroslav Volek
- Tomislav Volek (* 1931 Praha)
- Vratislav Vycpálek
- Jiří Vysloužil (1924 Košice – 2015 Brno)
- Lukáš M. Vytlačil (* 1985 Kladno)

## W
- Richard Wallaschek (1860 Brno - 1917 Vídeň)

## Z
- Luděk Zenkl (1926 Tábor – 2012 Ostrava)
- Otakar Zich (1879 Městec Králové – 1934 Ouběnice)